# Friedrich Rieve
Friedrich Ernst Leopold Ignatius Rieve (* 27. Juni 1896 in Kiel; † 16. Februar 1982 in Swisttal-Buschhoven) war ein deutscher Marineoffizier, zuletzt Vizeadmiral im Zweiten Weltkrieg.

## Leben
Friedrich Rieve war ein Sohn des späteren Konteradmirals Johannes Rieve (1862–1911) und seiner Frau Clara, geb. Amort (1870–1951). Sein älterer Bruder war der spätere Kapitän zur See Johannes Rieve.
Friedrich Rieve trat Anfang April 1914 in die deutsche Marine ein (Crew 1914) und diente als Seekadett u. a. auf der Victoria Louise und der Derfflinger. Es folgte bis 1915 sein Einsatz beim Marinekorps Flandern, erst beim 1. Matrosen-Regiment bei der 1. Marine-Brigade der 1. Marine-Division, dann beim Marine-Infanterie-Regiment 1 bei der Marine-Infanterie-Brigade, ebenfalls bei der 1. Marine-Division und beim Matrosen-Regiment 5 bei der 4. Marine-Brigade der 2. Marine-Division. Ende 1915 war er als Fähnrich dort Zugführer. 1916 wurde er Leutnant zur See.
Rieve wurde nach dem Ersten Weltkrieg in die Reichsmarine übernommen und erhielt dort am 28. September 1920 seine Beförderung zum Oberleutnant und am 1. April 1926 zum Kapitänleutnant. Anschließend nahm er bis 1928 an der 1. Reise des Kreuzers Emden teil. 1929 bis 1931 war er an die Marineakademie kommandiert. Es folgte bis 1935 sein Einsatz als Artillerie- und Admiralstabsoffizier auf dem Kreuzer Königsberg. In dieser Funktion erhielt er am 1. Oktober 1933 die Beförderung zum Korvettenkapitän.
1935 wechselte er in das Wehrmachtamt (WA) des Reichskriegsministeriums. Dort wurde er Abteilungschef der Rüstungswirtschaftlichen Abteilung (WRü) im Wehrwirtschaftsstab des Wehrmachtamtes und zum Fregattenkapitän befördert.
Von Oktober 1938 bis Mitte November 1939 war er 2. Admiralstabsoffizier beim Flottenkommando und am 1. April 1939 wurde er zum Kapitän zur See befördert.
Vom 13. November 1939 bis 10. April 1940 war er letzter Kommandant der Karlsruhe. Mit diesem Schiff nahm er an dem Unternehmen Weserübung teil und leitete die Kriegsschiffsgruppe 4. Er war dem älteren Hans Bütow, welcher aber wie Rieve auch der Crew 1914 angehörte und in der Rangliste eine Position vor Rieve war, vorgezogen worden, was dieser mit Unverständnis in seinem KTB notierte. Auf dem Rückmarsch im Skagerrak wurde der leichte Kreuzer von dem britischen U-Boot Truant schwer getroffen und wurde auf Befehls Rieves verlassen. Als das Schiff bis zur Schanz weggesackt war, gab Kapitän zur See Rieve dem Torpedoboot Greif den Befehl, den Kreuzer durch Torpedoschuss zu versenken. Um 22.50 Uhr trafen zwei Torpedos der Greif die Karlsruhe, welche nahe Kristiansand sank.
Rieve war anschließend für einen Monat Hafenkommandant Oslo und dann bis August 1940 erster Seekommandant Oslo, welcher aus dem Hafenkommandant Oslo gebildet worden war. Sein Nachfolger als Seekommandant Oslo war der Kapitän zur See Heinrich Ruhfus. Er wurde Chef des Stabes bei der Marinestation der Nordsee unter dem Stationschef Hermann Densch und blieb dort bis April 1943. Am 2. Februar 1942, knapp zwei Wochen nach seinem Bruder Johannes, erhielt er das Deutsche Kreuz in Gold verliehen. Am 1. Januar 1943 wurde er zum Konteradmiral befördert.
Von Mai 1943 bis zur Auflösung der Dienststelle im September 1944 war er Kommandierender Admiral Kanalküste. In dieser Position wurde er am 1. Oktober 1943 zum Vizeadmiral befördert. Von September 1944 bis Mitte November 1944 war er als Nachfolger von Vizeadmiral Friedrich Ruge letzter Admiral bei der Heeresgruppe B und anschließend in gleicher Funktion für einen Monat der einzige Admiral bei der Heeresgruppe D.
Vom 11. Dezember 1944 bis 3. Januar 1945 war er zur Verfügung des Marineoberkommandos Nord gestellt. Für einen Monat war er Inspektor Gas- und Luftschutz. Im Februar 1945 folgte seine Kommandierung zum Oberkommando der Kriegsmarine. Von März 1945 bis 22. Juli 1945 war er als Nachfolger von Admiraloberstabsintendant Hanns Benda Chef des Marineverwaltungsamtes (C) der Kriegsmarine.
Am 22. April 1930 heiratete er Margarethe Anna Maria Persicke (* 1902). Das Paar hatte mehrere Kinder.
1960 gedachte er der Marine-Brigade von Loewenfeld bei einer Kranzniederlegung auf dem Alten Friedhof Bottrop-Kirchhellen.